# Tremont (Maine)
Tremont és un poble del Comtat de Hancock (Maine) als Estats Units d'Amèrica.

## Demografia
Segons el cens dels Estats Units del 2000 Tremont tenia 1.529 habitants, 662 habitatges, i 436 famílies. La densitat de població era de 35 habitants/km².
Dels 662 habitatges en un 28,2% hi vivien nens de menys de 18 anys, en un 54,8% hi vivien parelles casades, en un 7,9% dones solteres, i en un 34% no eren unitats familiars. En el 25,4% dels habitatges hi vivien persones soles el 8,5% de les quals corresponia a persones de 65 anys o més que vivien soles. El nombre mitjà de persones vivint en cada habitatge era de 2,31 i el nombre mitjà de persones que vivien en cada família era de 2,76.
Per edats la població es repartia de la següent manera: un 22,8% tenia menys de 18 anys, un 4,9% entre 18 i 24, un 28,4% entre 25 i 44, un 28,7% de 45 a 60 i un 15,2% 65 anys o més.
L'edat mediana era de 42 anys. Per cada 100 dones de 18 o més anys hi havia 86,1 homes.
La renda mediana per habitatge era de 36.750 $ i la renda mediana per família de 43.472 $. Els homes tenien una renda mediana de 28.026 $ mentre que les dones 21.835 $. La renda per capita de la població era de 19.420 $. Entorn del 5% de les famílies i el 7,4% de la població estaven per davall del llindar de pobresa.